# Leptophyllis
Leptophyllis, monotipski rod crvenih algi (Rhodophyta) iz porodice Bonnemaisoniaceae, dio reda Bonnemaisoniales. Jedina vrsta je morska alga L. conferta

## Sinonimi
- Fucus confertus R.Brown ex Turner 1811
- Delesseria conferta (R.Brown ex Turner) C.Agardh 1822
- Dictyomenia conferta (R.Brown ex Turner) Harvey 1847
- Cladhymenia conferta (R.Brown ex Turner) Harvey 1859